# 秋田南インターチェンジ
秋田南インターチェンジ（あきたみなみインターチェンジ）は、秋田市上北手にある秋田自動車道のインターチェンジである。秋田都市圏の南の玄関口の要衝にあり、河辺・仁井田地区のほか御所野ニュータウンなど秋田市街南部の新興住宅地に至近である。
日本海東北自動車道秋田空港インターチェンジが開通する前は、秋田空港の最寄のインターチェンジでもあった。
東日本高速道路東北支社秋田管理事務所が併設されている。

## 道路

### 本線
- E7 秋田自動車道（6番）

### 接続する道路
- 国道13号

## 料金所
- ブース数：6

### 入口
- ブース数：2
  - ETC専用：1
  - 一般：1

### 出口
- ブース数：4
  - ETC専用：1
  - 一般：3（うち、自動精算機 1）

## 構造
ダブルトランペット型により国道13号に接続。当IC以北開通以前は、本線が直接料金所ブースに接続していた。

## 周辺
- 御所野ニュータウン
- イオンモール秋田
- フレスポ御所野
- ボートピア河辺
- 秋田市御所野事業所
- 秋田市河辺市民サービスセンター
- 国道13号
- 秋田空港（能代方面から来る場合、当ICで降りたほうが料金が安い）

## 隣
E7 秋田自動車道
(5)協和IC - (5-1)河辺JCT - (6)秋田南IC - (7)秋田中央IC